# Modest (escriptor)
Modest, en llatí Modestus fou un escriptor i lexicògraf romà.
Fou l'autor d'un diccionari Libellus de Vocabulis Rei Militaris ad Tacitum Augustum, dirigit a l'emperador Marc Claudi Tàcit; aquesta obra inclou termes militars i una classificació dels soldats i de la disciplina militar. Fou acusat injustament de copiar el llibre de l'escriptor Vegeti, que va viure un segle més tard.